# Инро
Едно Инро (на японски: 印籠, означаващо кутийка за печат), представлява една японска кутийка за съхранение на личен печат или лекарства и е част от така наречените „Сагономо“ (неща за окачване).
Състои се от различни наредени един върху друг отделения, които са изработени толкова прецизно, че могат да се затворят почти херметично. Най-горната част служи за капак. Кутийките „Инро“ могат да се изработят от много твърдо дърво, кост, слонова кост или от керамика. Първоначално са създадени като кутийки за изпращане на послания. По късно започват да се използват за съхранение на лични печати, лекарства за път или монети. Използват се предимно от мъже, при които за разлика от това при жените, облеклото им не съдържа джобове в ръкавите. Освен това се закрепва на японския пояс оби и се осигурява с нетсуке. През 21-век в Япония кутийките „инро“ не се използват като принадлежност към кимоното, но представлява голям интерес за колекционерите, за които е създаден музей на този вид японско изкуство. 

## Галерия
- Инро с дизайн на щъркели, стоящи до дърво, Едо период, 18-ти век
- Инро със свадбата на лисицата (на японски: kitsune no yomeiri). Период Едо, края на 18-ти век
- Инро с дизайн на цъфтящи сливи, от Хара Йьоюсай и Сакай Хьоитсу, Период Едо, началото на 19-ти век
- Инро  с историята на тъкача и пастирчето, от Nomura Kyūkoku, Период Едо, началото на 19-ти век
- Инро с паун и цветя, Период Едо, 19-ти век
- Инро с лодката със съкровищата, от Кайакава Бунриюсай, Период Едо, 19-ти век
- Инро с дизайн на трева eulalia и благородин елен с орел, Период Едо, 19-ти век
- Инро с дизайн на два ястреба с места за кацане с пискюли, Период Едо, 19-ти век
- Инро, с дизайн на миниатюрни елементи на mother-of-pearl инкрустации, Училище Сомада, Период Едо, 19-ти век
- Инро от Shibata Zeshin, Период Меджи, 19-ти век
- Инро с оризови класове, от Yamada Joka, 19-ти век
- Инро животни в природата, 19-ти век